# Nephodia ambigua
Nephodia ambigua là một loài bướm đêm trong họ Geometridae.